# Августейон

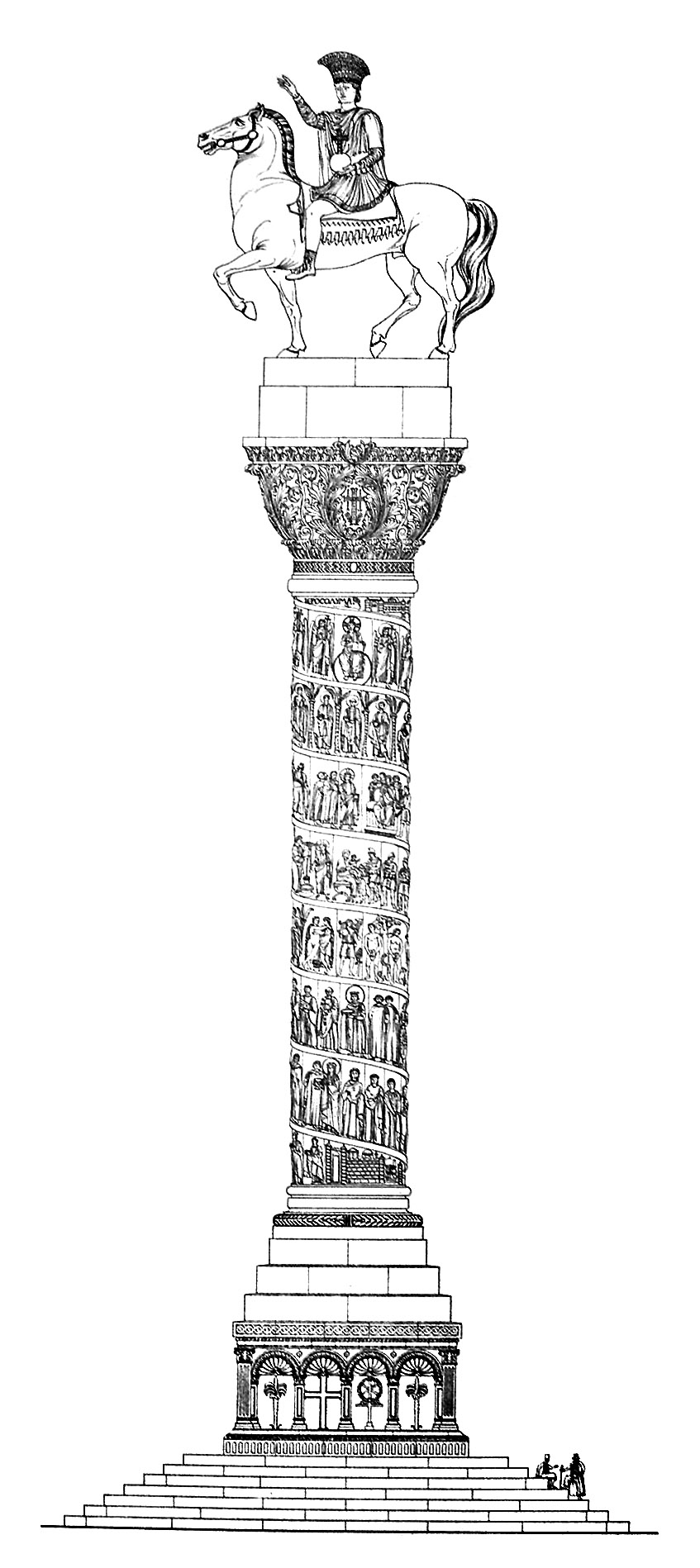
Предполагаемый вид колонны Юстиниана

Августеон (греч. Αὐγουσταῖον) — церемониальная площадь перед храмом Святой Софии в Константинополе, откуда ворота Халки вели на территорию Большого императорского дворца.
Августеон был создан Константином I на месте «тетрастоона» — рыночной площади с четырьмя портиками по сторонам. Название получил от статуи августы Елены (матери императора), которая была установлена на вершине колонны. Перестроен императором Львом в 459 году и затем при Юстиниане после городских беспорядков. Тогда вместо Елены на вершину колонны была водружена конная статуя самого Юстиниана с простёртой дланью и с державой в шуйце. Эта колонна была опрокинута турками в 1515 году.
Восточную сторону площади при Константине занимало здание сената, перестроенное после пожара 532 года. Юстианиан пристроил к нему портик с шестью исполинскими мраморными колоннами. Историки предполагают, что позднее этот дворец назывался Магнаврским (вероятно, от лат. magna aula, «великий чертог»). Древнерусские путешественники также упоминают статуи варварских королей, приносящих дань Юстиниану, которые стояли перед колонной на Августеоне.

## Источник
- The Oxford Dictionary of Byzantium :  [англ.] : in 3 vol. / ed. by Dr. Alexander Kazhdan. — New York ; Oxford : Oxford University Press, 1991. — P. 232. — ISBN 0-19-504652-8.